# Neen Sollars
Neen Sollars – wieś w Anglii, w hrabstwie Shropshire. Leży 44 km na południowy wschód od miasta Shrewsbury i 188 km na północny zachód od Londynu.